# Płońska
Płońska (dawniej też: Staniawska; 505 m n.p.m.) – dwuwierzchołkowe wzniesienie w Beskidzie Niskim, w zachodniej części północnego łańcucha Wzgórz Rymanowskich.
Stoki północne opadają dość łagodnie długim, bezleśnym grzbietem w kierunku górnej części wsi Równe, a stoki północno-wschodnie takimże grzbietem ku dolinie Lubatówki we wsi Lubatówka. Pozostałe stoki dość strome, mocno rozczłonkowane dolinkami drobnych cieków wodnych, zalesione. W kierunku południowym, przez płytka przełączkę (ok. 475 m n.p.m.) łączy się z bezleśną kopułą Wyrszgóry (507 m n.p.m.). Od zachodu sąsiaduje z Pachanową (512 m n.p.m.).